# Janwillem van de Wetering
Janwillem van de Wetering, född 12 februari 1931 i Rotterdam, död 4 juli 2008 i Blue Hill, Hancock County, Maine, var en nederländsk författare av kriminalromaner.

## Böcker på svenska
- Främlingen i Amsterdam (översättning Brita Dahlman, Norstedt, 1976) (Het lijk in de Haarlemmer Houttuinen)
- Den blonda babianen (översättning Cai Melin, Bra böcker, 1979) (The blond baboon)
- En torghandlares död (översättning Einar Heckscher, Askild & Kärnekull, 1980) (Death of a hawker)
- Massakern i Maine (översättning Cai Melin, Läsabra, 1980) (The Maine massacre)
- Skenbilder (översättning Cai Melin, Bra bok, 1983) (The mind-murders)
- Jerikorosen (översättning Brita Dahlman, Bra böcker, 1984) (Buitelkruid)
- Skuggan vid floden (översättning Einar Heckscher, Bra böcker, 1985) (The corpse on the dike)
- Gatfågeln (översättning Cai Melin, Bra böcker, 1985) (The streetbird)
- Katten och andra berättelser (översättning Brita Dahlman, Bra böcker, 1986) (De kat van brigadier De Gier en andere verhalen)